# Johannes Kirsch (Bildhauer)
Johannes Kirsch (* 24. Mai 1930 in Wüstensachsen/Rhön; †  6. Januar 2015 in Petersberg) war ein deutscher Bildhauer, Holzschnitzer und Medailleur.

## Leben und Werk

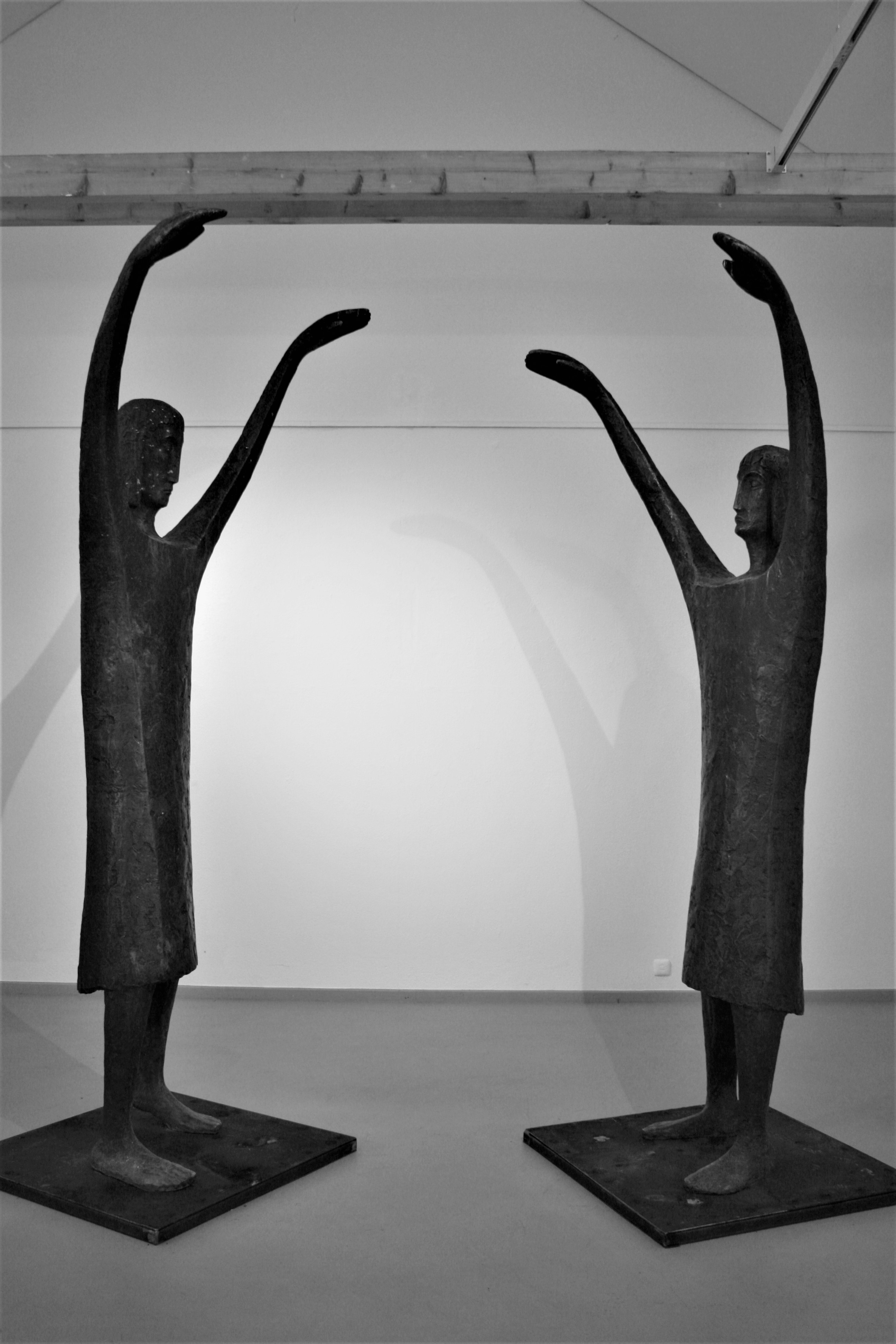
1967 „morgen“

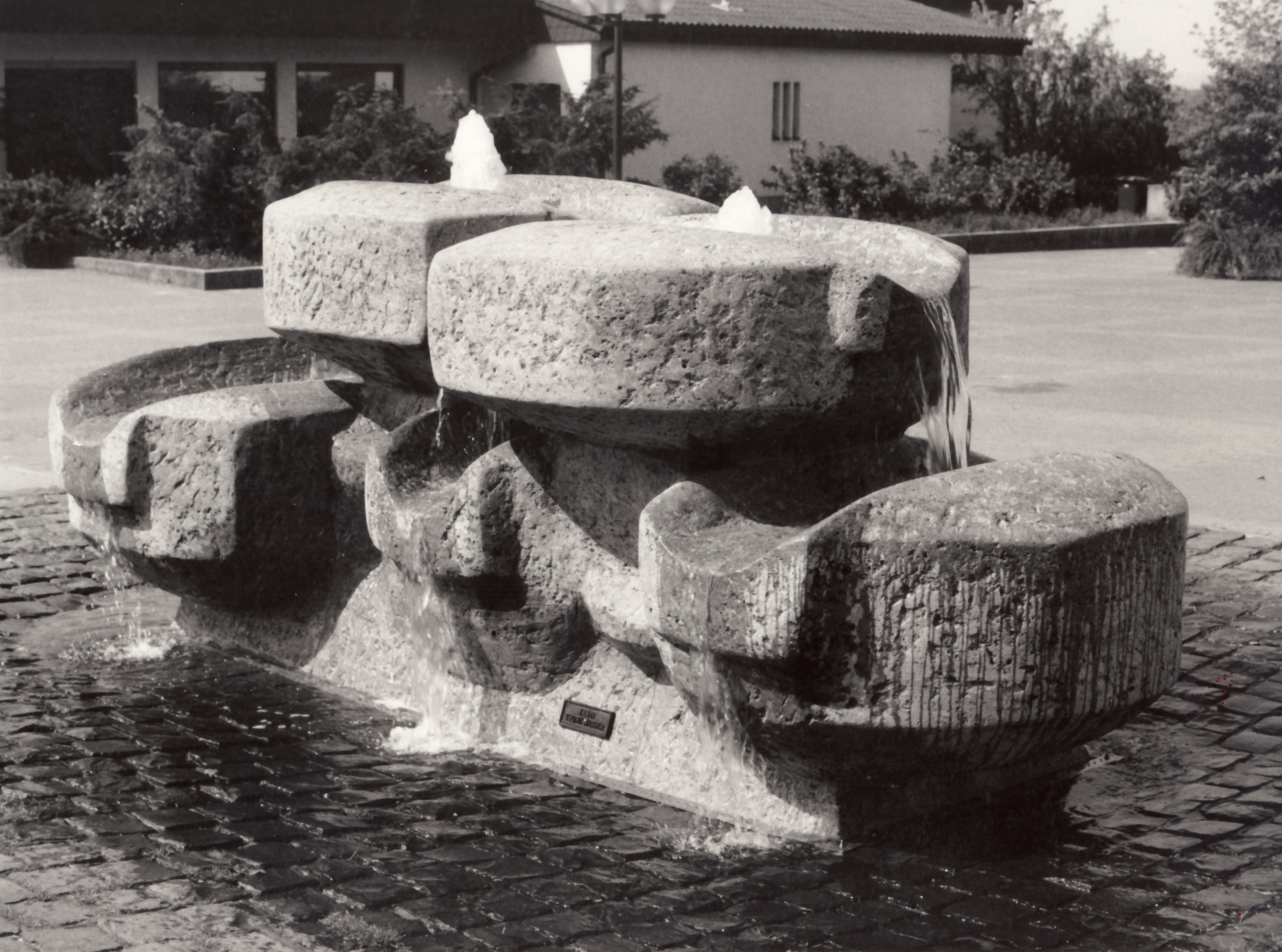
Brunnen aus Muschelkalkstein 1976

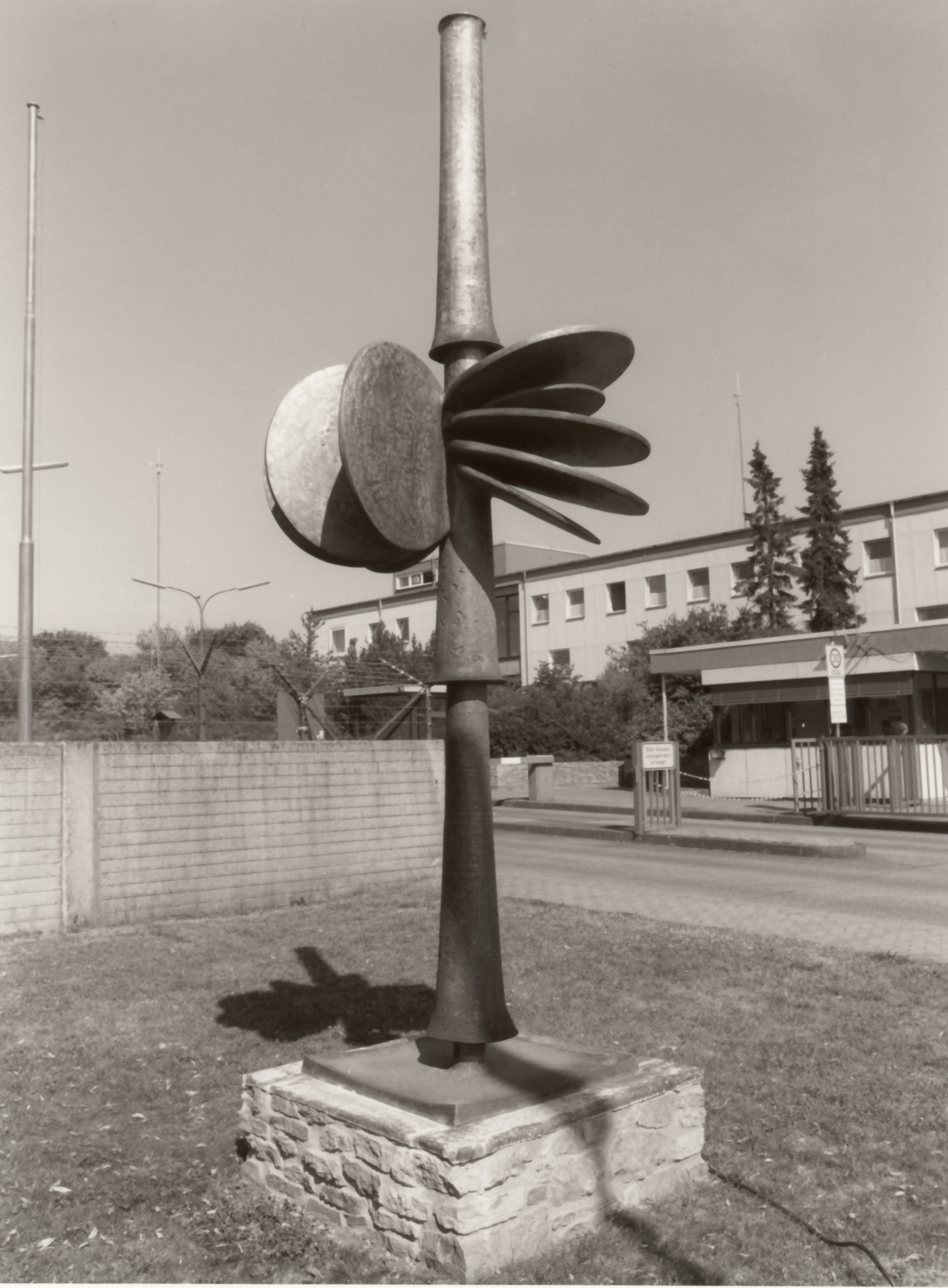
„reflektierte schirmschilde“ 1982

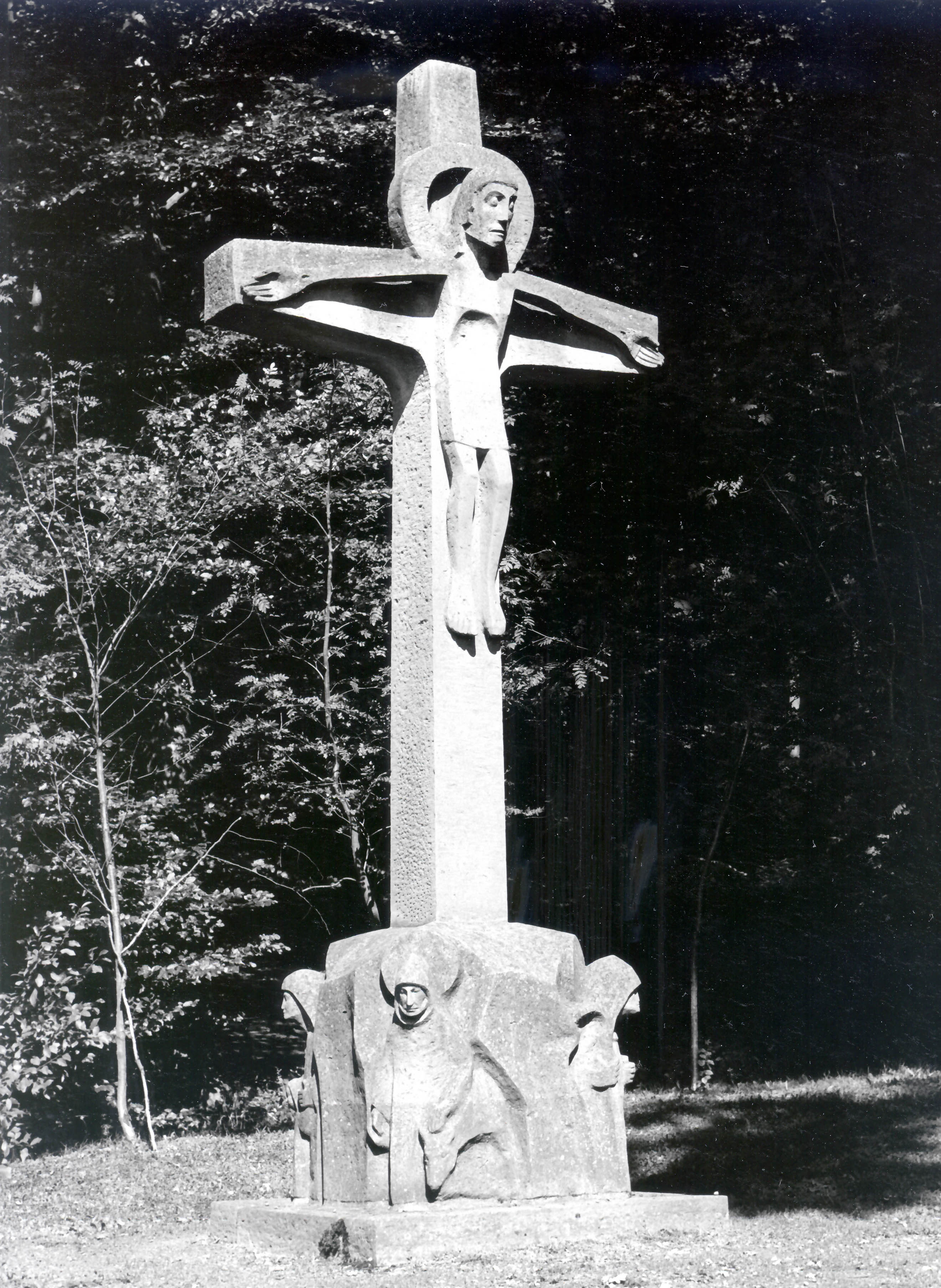
Hauneseekreuz roter Mainsandstein 1992

Johannes Kirsch entstammt einer Bauernfamilie aus Wüstensachsen und war eines von sechs Geschwistern. Bedingt durch die ärmlichen Verhältnisse in seiner Familie musste er nach dem Besuch der Volksschule als Dorfviehhirte arbeiten. Diese Zeit wurde von dem Heimatschriftsteller Walter Heller in dem Buch Findlinge porträtiert. Heimlich ließ er sich bei einem benachbarten Holzschnitzer in die Kunst des Schnitzens einweisen, wobei schon einer seiner Onkel als Holzbildhauer gearbeitet hatte.
Er besuchte von 1948 bis 1952 die Holzschnitzschule Bischofsheim/Rhön unter August Bolz. Danach folgten einige Wanderjahre, die ihn unter anderem Griechenland, Israel und Ägypten führten. Zwischen 1958 und 1959 erlernte er das bildhauerische Zeichnen bei Rudolf Kubesch. 1958 trug er sich als Mitglied des Jungen Kunstkreises (u. a. mit Verena Pfisterer, Franz Erhard Walther) in Fulda ein. 1959 legte er seine Meisterprüfung ab.
Bereits im Jahre 1962 schuf er unter dem Bürgermeister Leonhard Glotzbach für die Gemeinde Giesel ein neues Gefallenenehrenmal gegenüber der neuen Pfarrkirche St. Laurentius aus rotem Sandstein.
Gregor Stasch würdigte ihn später als einen Künstler, der früh die Zeichen der Zeit erkannt hatte und danach die Moderne als Kunstrichtung aufgegriffen habe.
1967 schuf er für den Platz vor der mittlerweile geschlossenen Jugendherberge in Hilders die Plastik „Morgen“, die aufgrund der unmittelbar an die Gemeinde anschließenden Innerdeutschen Grenze wegen der deutschen Teilung geschaffen worden war. Nachdem sie von Unbekannten entfernt wurde, soll sie wieder an ihren ursprünglichen Standort zurückkehren. Der 1976 aus Muschelkalkstein errichtete Brunnen auf dem Aschenbergplatz in Fulda ist einer von sechs Brunnen, die der Bildhauer Johannes Kirsch in Fulda und Umgebung aus Stein und Bronze schuf.
Im Auftrag des Heimatkreises des ehemaligen Geisaer Amtes schuf er ein 1980 errichtetes 2,20 Meter hohes Denkmal aus Muschelkalk im Rasdorfer Ortsteil Grüsselbach. Es erinnert an die Bewohner Geisas in Thüringen, die nach 1945 zwangsumgesiedelt wurden oder nach Westen flohen.
1980 gestaltete Johannes Kirsch für die damalige BGS-Unterkunft in Fulda die Plastik „Verhaltene Kraft“ aus Donaumuschelkalkstein und zwei Jahre später für denselben Auftraggeber die 3,25 m hohe „reflektierte schirmschilde“ aus Aluminiumguss. 1998 wurden mit dem Umzug des Bundesgrenzschutzes nach Hünfeld beide Plastiken auf dem Gelände der heutigen Bundespolizei neu errichtet.
Zu Kirschs Werken im öffentlichen Raum gehört auch das 1992 errichtete Haunseekreuz, ein fünf Meter hohes Kreuz aus rotem Sandstein im Petersberger Ortsteil Marbach, zu dem Sternwallfahrten veranstaltet werden. In Petersberg stattete Kirsch außerdem die Rabanus-Maurus-Kirche mit vier 1996 entstandenen Türen aus, die Rabanus Maurus, Bonifatius, Lioba von Tauberbischofsheim und Nikolaus von Flüe zeigen. Für die Kapelle im Turm der Kirche schuf er eine Pietà.
2004 arbeitete Kirsch einen Ambo für die Elisabethkirche in Marburg; von ihm stammt ebenso der Osterleuchter der Kirche. Bei der Gestaltung eines Brunnens auf dem Kirchplatz in Künzell verwandte Kirsch den Taufstein der 1900 errichteten und 1969 abgerissenen Kirche St. Antonius weiter. Der 2006 eingerichtete Abschiedsraum des Klinikums Fulda ist mit Kirschs Objekten ausgestattet.
Zum 100-jährigen Bestehen der Studentenvereinigung Palatia Marburg wurde 2007 eine von Kirsch gestaltete Gedenktafel am Palatenhaus in Marburg angebracht. Für das Grab der Gründerin des Päpstlichen Missionswerks der Frauen in Deutschland, Katharina Schynse, fertigte Kirsch einen Gedenkstein, der sich auf dem Friedhof in Koblenz-Pfaffendorf befindet. An der Wendelinuskapelle am Wachtküppel befindet sich ein Gedenkstein zur Erinnerung an den Kaplan Hermann Mott (1906–1968), den Kirsch 1971 im Auftrag der katholischen Kirchengemeinde Gersfeld anfertigte.
Ein Kriegerdenkmal aus Muschelkalk schuf Kirsch für die Gemeinde Hofbieber. Es befindet sich auf dem oberen Kirchplatz. Die Pfarrkirche St. Georg in Hofbieber ist mit einem Altartisch ausgestattet, den Kirsch gestaltete.
Er lebte und arbeitete in Petersberg, wo er am 6. Januar 2015 in seiner Wohnung an einem Herzstillstand starb. Es gibt wenige Kirchen und Gemeinden im Umkreis von Fulda, in denen sich nicht Arbeiten von Kirsch finden, der die harte Arbeit im Steinbruch selbst so kommentierte, dass es ohne harte Arbeit nicht gehe in der Kunst.

## Einzelausstellungen (Auswahl)
- 1990 zeigte das Vonderau Museum in Fulda zu Kirschs 60. Geburtstag eine Ausstellung seiner Werke.
- 2001: Zum 70. Geburtstag zeigte das Bistum Fulda eine Ausstellung in Fulda und gab ein Werkverzeichnis heraus.
- 2007 zeigte Kirsch acht seiner Arbeiten in der Kirche St. Joseph in Fulda.[13]
- 2014: Schöpfungen ist der Titel einer Rückschau auf das Lebenswerk von Johannes Kirsch, die die Kunststation Kleinsassen präsentierte.